# Yūka Ueno
Yūka Ueno (n. 28 noiembrie 2001, Beppu, Japonia) este o scrimeră ce a reprezentat Japonia, medaliată olimpică. A participat la o ediție a Jocurilor Olimpice (2020) în care a câștigat o medalie de aur și o medalie de argint.